# Amgun
Der 723 km lange Amgun (russisch Амгунь) ist ein linker Nebenfluss des Amur im Fernen Osten Russlands (Asien).

## Flusslauf
Der Amgun entsteht an der Ostflanke des Burejagebirges auf einer Höhe von 590 m aus den Quellflüssen Ajakit und Suluk (auch Choluk). Er fließt zunächst etwa 200 Kilometer in einem Tal teils gebirgigen Charakters zwischen Burejagebirge und Badschalgebirge in nordöstlichen Richtungen. Später weitet sich das Tal, der Fluss bildet im von Taiga bewachsenen, sumpfigen Gebiet westlich des Amur eine Vielzahl von Armen und Mäandern. Schließlich mündet der Amgun gegenüber der Siedlung Tyr oberhalb von Nikolajewsk mit einem mehrere Hundert Quadratkilometer großen Binnendelta in den Unterlauf des Amur. Auf seiner gesamten Länge durchfließt der Amgun das Territorium der Region Chabarowsk.
Am Amgun gibt es keine Städte, größte Orte sind die Dörfer Berjosowy und Selo imeni Poliny Ossipenko (Rajonverwaltungszentrum).
Entlang des Amgun führt über etwa 200 Kilometer zwischen den Stationen Mogdy (nahe Entstehung des Flusses aus Ajakit und Suluk) und Postyschewo (bei Berjosowy) die Trasse des Ostabschnittes der Baikal-Amur-Magistrale (BAM). Dabei wird der Fluss viermal überquert; drei der Brücken sind fast 500 Meter lang.

## Hydrologie
Das Einzugsgebiet des Amgun umfasst 55.500 km². Etwa 193 km von der Mündung entfernt beträgt die mittlere Wasserführung 550 m³/s. Von Juni bis September führt der Fluss Hochwasser mit häufigen Überschwemmungen.
Nahe der Mündung ist der Hauptarm des Flusses etwa 350 m breit und 8 m tief, die Fließgeschwindigkeit beträgt 0,5 m/s. Die wichtigsten Nebenflüsse sind von links Merek (Мерек), Nilan (Нилан), Nimelen (Нимелен) und Somnja (Сомня), von rechts Badschal (Баджаль) und Duki (Дуки). Im Tal des Amgun, besonders des Unterlaufs, gibt es ca. 2500 Seen mit einer Gesamtfläche von 647 km².
Der Amgun gefriert von Ende Oktober bis Anfang Mai. Die unteren 300 Kilometer ab der Mündung sind schiffbar, werden jedoch für die reguläre Binnenschifffahrt nicht genutzt.

## Fischfauna
Der Fluss ist fischreich. Folgende Fische kommen u. a. im Argun vor: Ketalachs, Buckellachs, Stör, Lederkarpfen, Hecht, Äschen, Taimen, die Gattungen Brachymystax und Coregonus, Amur-Wels, Quappe sowie das Rotauge (Rutilus rutilus lacustris). Er zählt außerdem zu den wesentlichen Brutgebieten des seltenen Schuppensägers.